# Jakov Baničević
Jakov Baničević (Jacobus Banisius) (Korčula, 15. listopada 1466. – Trident, 19. studenoga 1532.), hrvatski ugledni diplomat i humanist koji je početkom 16. stoljeća »bio poznat u čitavom kršćanskom svijetu«. 

## Životopis
Rodio se Baničević u seocu Žrnovu na Korčuli 15. listopada 1466., godinu nakon što je kralj Matijaš dodijelio hrvatskim vođama naslov »banovi kraljevine Rame (Bosne), Dalmacije i Hrvatske«. Bilo mu je osam godina kad je Vincent iz Kastva izradio čuvene beramske freske, a sedamnaest kad je tiskana prva hrvatska knjiga (Glagoljski misal). Riječju, bio je suvremenik Marulića, Lucića, Držića, Zoranića...
Živio je u teškom razdoblju turskih prodora. U vrijeme Krbavske bitke (1493.) tog »prvog rasapa Kraljevstva Hrvatskoga«, kada je pao »cvijet hrvatskog plemstva« još je na Korčuli, a u doba hvarskoga pučkog ustanka Matije Ivanića (1510. – 1514.) u diplomatskoj je službi diljem Europe.

## Diplomatska karijera
Filozofiju i teologiju studirao je u Bologni i Padovi. Kanonikom korčulanskog kaptola postao je 1498. Ubrzo, zbog neslaganja s mletačkom vlašću, napušta rodni otok. Godine 1501. već je tajnik papinskoga legata u Njemačkoj. Zatim je biskup u Gurku (Koruška). Godine 1504. kao tajni savjetnik cara Maksimilijana I. (1459. – 1519.) posjećuje Rim. U istom svojstvu – ali i kao član komisije za teze – sudjeluje na povijesnim saborima u Augsburgu 1510. i Wormsu 1515. Maksimilijanov unuk i nasljednik, Karlo V. (1500. – 1558.) – najveći vladar tadanje Europe – imenovat će ga osobnim savjetnikom.
Bio je u dodiru s papom Julijem II. te dvojicom Medičejaca: Leonom X. i Klementom VII. Godine 1512. Julije II. imenuje ga dekanom tridentinskoga kaptola, a Leon X. biskupom hvarskim. Pretpostavlja se da se nije vraćao u rodni kraj, jer se bojao mletačke osvete. Naime, godinama se žestoko politički borio protiv mletačke vladavine na istočnom Jadranu.
Maksimilijan I. dodijelio je njemu i obitelji 28. ožujka 1513. plemićku povelju za osobite zasluge. Taj je događaj ovjekovječen na prigodnoj spomen-medalji: Baničevićev portret (na aversu) i prizor promaknuća (na reversu). Primjerak medalje danas se nalazi u Bundessamlung von Medaillen u Beču.
Franji II. Sforzi pomogao je preuzeti vlast i uspostaviti Milansko Vojvodstvo. U službi Leona X. (koji će Hrvatsku 1519. nazvati predziđem kršćanstva, antemurale christianitatis) bio je godine 1518. Karlo V. pozvao ga je 1530. da pribiva pregovorima s Klementom VII., kada se raspravljalo o obrani od Turaka. Možemo pretpostaviti da je iste godine pribivao i Saboru u Nürnbergu, kad je pred Karlom V. i ostalim knezovima Vuk Frankopan molio neka pomognu Hrvatskoj »koja se jedva brani od Turaka«.
Kao istaknuti humanist i diplomat, održavao je Baničević prisne veze s nizom njemačkih, talijanskih, francuskih i nizozemskih humanista, filozofa i umjetnika. Spomenimo poznatije: Beatus Rhenanus, Erazmo Roterdamski, Pietro Bembo, Willibald Pirkheimer, Albrecht Dürer. Među sačuvanim (i objavljenim) Erazmovim pismima četiri se odnose na Baničevića. Iz njihova sadržaja možemo zaključiti da su njih dvojica bili u prijateljskim odnosima. Erazmo je cijenio Jakova, tražio od njega savjete i držao ga »mužem ispunjenim najvećim odličjima« (vir omni decorum genere cumulatissimus). Četvrto pismo, datirano u Bruxellesu 21. svibnja 1519. (koje je nedavno s latinskog preveo i objavio Bratislav Lučin) počinje rečenicom: »Mužu koji obiluješ svakovrsnim častima, čujem da si uzdignut na novo, i to iznimno dostojanstvo; tim povodom srdačno ti čestitam, a ne dvojim da će sudbina jednom dobrostivije uzvratiti i tvojim izvrsnim vrlinama…«, a završava: »Naiđe li zgodna prilika, preporučit ćeš me saskom vojvodi Fridrichu. Nedavno smo mu pisali, pretpostavljam da mu je pismo predano. Ostaj zdravo jedinstveni zaštitniče.«
Najveći slikar njemačke renesanse Dürer spominje Baničevića u Dnevniku putovanja u Nizozemsku. Naime, on je strahovao da mu Maksimilijanov nasljednik Karlo V. ne bi ukinuo doživotnu rentu od 100 forinta, pak 1519. moli zaštitu utjecajnoga carskog tajnika Baničevića. U znak zahvalnosti naslikao mu je obiteljski grb, na kojem je prikazana dalmatinska troglavica, a lijevo od nje dvije ruke koje pridržavaju posudu s cvijećem po kojem iz oblaka sipi kiša. U svom dnevniku Dürer pedantno bilježi kada je sjedio s Baničevićem, koje mu je gravire darovao, kada ga je portretirao...
Baničević je umro u Tridentu / Trentu 19. studenoga 1532. Prijevod latinskog natpisa na nadgrobnoj ploči koja se nalazila u stolnici glasi:
»na slavu Božju, Jakovu Baničeviću Dalmatincu, protonotaru Sv. rimske crkve, dekanu Trenta i Antwerpena, tajniku i savjetniku cara Maksimilijana i Karla V. slavnom zbog vjere, pobožnosti, gostoljublja, mudrosti u božanskim i ljudskim stvarima – koji uvijek bijaše u osobitoj milosti i ugledu kod sviju i kod rimskih prvosvećenika i kod kršćanskih vladara i kod Franje II, milanskog vojvode. predragom stricu Jakov nećak postavi skupa s braćom. Živio je 66 godina. Umro godine 1532. spasenja dana 19. studenoga.«
Prije tri i pol stoljeća (1646.) u povodu 180. obljetnice rođenja, na njegovoj rodnoj kući u Žrnovu (Postrana) bila je postavljena spomen-ploča. Zatim je pao u zaborav. Samo su stari Žrnovljani s koljena na koljeno prenosili:
»Niki Baničević, koji se rodi u staro vrime u nas, bi diventa u svitu veli čovik«.
Petstota obljetnica njegova rođenja (1966.) nije bila obilježena. Po svemu sudeći naši znanstvenici u to doba nisu imali sluha za hrvatske uglednike koji su se proslavili u službi europskih vladara i papa. Uspomenu na Baničevića oživila je tek u vrijeme Hrvatskog proljeća skupina korčulanskih intelektualaca (P. Giunio, M. Gjivoje, V. Foretić, S. Portolan). Zagubljenu nadgrobnu ploču Portolan je tada pronašao u trijemu dvorca Castello del Buon Consiglio u Trentu.
Još ne znamo je li Baničević ostavio književnih djela. U Dubrovačkom arhivu čuva se izvještaj u kojem javlja Senatu o Magellanovoj plovidbi oko svijeta (1519. – 1522.). Možemo pretpostaviti da pismohrane europskih kraljevskih dvorova kriju mnoge zaboravljene isprave vezane uz ime u renesansnoj Europi nekoć toliko poznata sumještanina Petra Šegedina. 

## Vanjske poveznice
- Jakov Baničević
- Jakov Baničević  Arhivirana inačica izvorne stranice od 31. kolovoza 2013. (Wayback Machine)